# Famille Vegesack
La famille Vegesack (Fēgezaks en letton ; Вегесак en russe) est une ancienne famille noble germano-balte qui a donné depuis le xvie siècle de nombreuses personnalités aux Pays baltes.

## Histoire
La famille Vegesack serait originaire de Westphalie. Diderich Veghesack est cité à Münster en 1410. La famille s'installe ensuite dans les Pays baltes. Albrecht Vegesack est conseiller de Tallinn de 1485 à 1520 et membre de la Grande Guilde. Ses petits-fils sont anoblis par Sigismond Ier de Pologne le 28 février 1598 sous le von Vegesack. La famille est intégrée à la chevalerie suédoise en 1651.

## Personnalités
- Thomas Vegesack (1494–1545), fils de Albrecht, il est conseiller (1524–26) puis maire de Tallinn (1526–39), seigneur-châtelain de Moras.
- Tomas II Vegesack (1524-1570), fils du précédent. Commerçant, armateur à Viti (Wittemoise en allemand), financeur du premier Duc de Courlande Gotthard Kettler, seigneur de Pewall, Taps et Raggafer, époux de Elsabega, fille de Cordt Tor Telt, échevin de Tallin, dont Catharina, épouse de Hans von Wangersen puis de Bendix Beckhusen, échevins.
- Johan Fegesack, professeur de l'église Sainte-Marie de Tartu (1551–56).
- Gotthard von Vegesack (Gothards fon Fēgezaks en letton) (1686–1764), conseiller puis maire de Riga.
- Ivan von Fegezak (ru) (1720-1774), général de brigade russe, commandant de la forteresse de Stavropol-sur-la-Volga.
- baron Eberhard Ernst Gotthard von Vegesack (de) (1763–1818), Lieutenant-général suédois. Élevé à la dignité de baron en 1802.
- Johan Fredrik Ernst von Vegesack (1792-1863), officier suédois.
- Otto Ernstovich von Fegezak (Фегезак, Отто Эрнстович en russe) (1807-1874). Étudiant à l'université de Tartu (1825-28), il devient par la suite conseiller privé et chambellan impérial. Il fut secrétaire d'ambassade à Berlin et Munich entre 1850 et 1864, chargé d'affaires dans les villes libres de Hambourg, Brême et Lyubikov de 1864 à 1874 et ministre résident à Oldenbourg et Brunswick à partir de 1866.
- Ernest von Vegesack (en) (1820-1903), Major-général et homme politique suédois.
- Siegfried von Vegesack (de) (1888–1974) écrivain germano-balte et traducteur.
- Rupprecht von Vegesack (et) (1917–1976), peintre germano-balte.
- Thomas von Vegesack (sv) (1928°), historien suédois.
- Alexander von Vegesack (1945°), collectionneur, conservateur et directeur du Vitra Design Museum (Weil am Rhein, Allemagne) de 1989 à 2010.

## Anciennes possessions enLivonie
Loberģi (Blumbergshof en allemand) dans le comté de Valgamaal, Svētciemsi (Neu-Salis), Lāņu (Lahnhof), Poikerna (Poikern), Roperbeķi (Roperbeck) et Kalnamuiža (Maikendorf), Ķieģeļi (Kegeln), Vaidava (Waidau), Anniņmuiža (Annenhof), Kronauce (Kronenhof) et Bukase (Suddenbach) mõis ("manoir").